# Kim Larsen
 Der er flere personer med dette navn, se Kim Larsen (flertydig).
Kim Mellius Flyvholm Larsen (født 23. oktober 1945 i København, død 30. september 2018 i Odense) var en dansk sanger, sangskriver, folkeskolelærer, forfatter og guitarist. Han begyndte sin musikalske karriere i 1968 efter en kort periode som folkeskolelærer og blev fra 1969 kendt som medlem af rockgruppen Gasolin. I sin tid med Gasolin (varede indtil 1978) udgav Larsen dog også såvel soloplader og plader med sit fritidsband, der blev kendt under flere navne, og efter Gasolins opløsning fortsatte Larsen som solist og bandleder.
Han var fra 1970'erne en af Danmarks mest populære musikere og omtaltes ofte som "Danmarks nationalskjald", selv foretrak han dog blot at være "spillemand".
Han forsøgte sig i starten af 1980'erne med et gennembrud i USA, og da dette ikke lykkedes, vendte han hjem til Danmark, hvor han blev medforfatter på filmen Midt om Natten, havde den ene af hovedrollerne, en præstation han blev anerkendt med en Robert for, og skrev og indspillede det meste af musikken til filmen.
Fra 1980'erne og frem indgik Kim Larsen i forskellige bands og grupper. I 1980'erne Kim Larsen & Bellami, i en periode af 1990'erne Kim Larsen & Bell*Star og fra midten af 1990'erne og i mere end tyve år frem til Larsens død Kim Larsen & Kjukken.
Han skrev ikke kun sange til eget brug, men også adskillige sange, som andre kunstnere fremførte, ligesom Larsen også kom med sine egne fortolkninger af danske og udenlandske evergreens og melodier samt en række af de mest populære danske salmer.
Som solist solgte han flere end tre millioner plader og samlet set over fem millioner eksemplarer.

## Biografi

### Opvækst
Kim Mellius Larsen blev født i København og voksede op med sine forældre, Alfred Mellius Larsen og Eva Flyvholm Olsen, samt sin storebror Tore Larsen (1942-2007) i Sølvgade i København K, til forældrene blev skilt i 1950. Det var faderen, som var skolelærer, der gav Larsen sit mellemnavn Mellius, der betyder 'den bedre' på latin. Moderen var vokset op i et grundtvigiansk hjem - hendes far var degn Peter Rasmus Olsen.
Ved skilsmissen var Kim Larsen kun fem år gammel, men faderen havde på de år gjort mere skade end gavn for familien. Efter skilsmissen så Kim Larsen kun meget sjældent sin far - eksempelvis da faderen engang blev vikar i hans klasse. Da Larsen så ham, udbrød han "Hej far", hvilket fik faderen til at sende ham uden for døren. Det gjorde, at han knyttede sig stærkt til sin mor, så Larsen ofte skiftede emnet til sin mor, når snakken faldt på hans barndom. Efter skilsmissen flyttede han med moren og storebroren til Mågevej i København NV.
Larsen begyndte som 14-årig at interessere sig for musik og begyndte gennem 1960'erne at spille guitar og skrive sange. Her var de store forbilleder Elvis Presley, Chuck Berry, Little Richard, Jerry Lee Lewis og ikke mindst The Beatles. Det var faktisk sangen "Slippin' and Slidin'" med Little Richard, der under en af hans storebrors fester, for alvor vendte den unge Larsen mod rock n' roll-musikken.
Efter studentereksamen tog Larsen på Askov Højskole, som han har kaldt sit dannelsessted. I 1968 blev han folkeskolelærer og underviste i et par måneder på Gerbrandskolen på Amager, inden musikken for alvor trak.
Han flyttede ulovligt ind på Sofiegaarden på Christianshavn, da stedet officielt var registreret som lager.

### Karriere

#### 1969-1978: Gasolin og begyndende solokarriere
I december 1968 spillede Larsen første gang som professionel, hvilket skete på Ordblindeinstituttet. Han mødte i 1969 Franz Beckerlee og Wili Jønsson, og sammen med Bjørn Uglebjerg dannede de gruppen Gasolin'. I 1971 blev Bjørn Uglebjerg erstattet af Søren Berlev. Gasolin' blev årtiets førende rock-band med evergreens som "Rabalderstræde" og "Kvinde min". Når gruppen spillede live, havde de desuden selskab af keyboardspilleren Klaus Agerschou.[kilde mangler]
I Gasolin'-perioden og senere udgav Larsen en række soloalbummer, som typisk var baseret på sange, der appellerede til det folkelige. Larsen dannede således et fritidsband under navnet "Kim Larsen & Co." Denne gruppe startede i 1971, da Larsen skrev flere sange, end Gasolin' havde brug for. Gruppen udgav derfor singlerne "Damen på taget" og "Hilsjer". I 1972 ændrede de navnet til Starfuckers, men efter pres fra pladeselskabet blev gruppen omdøbt til "Sylvesters Jukebox", og endnu en gang udsendte de en single. De udgav endnu en single i 1975.
Kim Larsens første soloplade, Værsgo fra 1973, som bl.a. indeholder numrene "Joanna" og "Det er i dag et vejr", er med i den danske stats Kulturkanon. Gasolin blev opløst i 1978, primært som følge af uoverensstemmelser mellem Larsen og Franz Beckerlee om den musikalske linje. Gasolin' nåede i perioden 1971-78 at udgive 11 albummer.

#### 1978-1984

##### Solokarriere
"Sylvesters Jukebox" fortsatte efter Larsens brud med Gasolin', og i 1978 fik bandet endelig lov at udgive under navnet "Starfuckers". Samme år udgav de LP'en Vogt Dem for efterligninger.
I 1979 udsendte Kim Larsen solopladen 231045-0637, "personnummerpladen", da Larsen valgte sit eget personnummer til albumtitlen. Herpå findes det store hit "Blip-båt", som omhandler rutinearbejde og kedsommeligt hverdagsliv. Samme år stillede han op i Dansk Melodi Grand Prix, hvor han blev nummer tre med sangen "Ud i det blå".[kilde mangler]

##### Kim Larsen & Jungle Dreams
Larsen havde en drøm om at slå igennem i USA og bosatte sig på East 18th Street på Manhattan i New York. Han dannede Kim Larsen & Jungle Dreams, som udgav to albummer: Jungle Dreams fra 1981 og Sitting on a Time Bomb fra 1982. Larsen brød dog med pladeselskabet, Columbia Records, og vendte hjem til Danmark i 1983. I 2010 udtalte Kim Larsen sig om det fejlslagne forsøg på at slå igennem internationalt:
| Citat | Jeg takker guderne for, at jeg aldrig fik et gennembrud i Amerika, selvom jeg virkelig stræbte efter det dengang. Tænk, om man var verdenskendt. Man kunne jo ikke slappe af nogen steder. | Citat |
|       | |       |

##### Midt om Natten
Efter det fejlslagne forsøg på at slå igennem i USA skrev Kim Larsen kontrakt med Medley og begyndte arbejdet med filmen Midt om natten (1984). Larsen var medforfatter til manuskriptet og havde en af hovedrollerne i filmen, som var Erik Ballings sidste film som instruktør.
Kim Larsen skrev, sang og spillede desuden det meste af musikken i filmen. Albummet med sange fra filmen, Midt om Natten, blev udgivet året før og har per oktober 2015 solgt mere end 600.000 eksemplarer, hvilket gør det til det bedst sælgende danske album nogensinde.

#### 1984-1992: Bellami ogForklædt som voksen
Kim Larsen samarbejdede fra 1984 til 1992 med Bellami, der bestod af Jan Lysdahl, Henning Pold, Peter Ingemann, Thomas Grue og Per Rasmussen. Lysdahl blev fra 1986 erstattet af Hans Fagt. Han udgav i denne periode Forklædt som voksen, med hits som "Jutlandia" og "Om lidt"; og Kielgasten med sange som "Den allersidste dans" og "Flyvere i natten". Forklædt som voksen var i 2004 stadig blandt de bedst sælgende danske albummer nogensinde. Deres album fra 1992, Wisdom Is Sexy, der solgte 80.000 eksemplarer, blev det sidste med denne konstellation, som gik i opløsning, da touren blev en fiasko, hvor 12 af 14 koncerter måtte aflyses på grund af svigtende billetsalg.
I denne periode blev det dog også til andet end blot Bellami. Til filmen Tarzan Mama Mia fra 1989 skrev og sang Kim Larsen titelsangen.

#### 1993-1994: Bell*Star
Efter Wisdom Is Sexy og opløsningen af Bellami startede Larsen i 1993 bandet Bell*Star. Bandet havde sin debut den 4. februar 1993 på spillestedet Chess i Svendborg. Larsen forlod bandet, da han flyttede til Odense i 1994. Bandet forsatte med Benny Holst som ny frontmand. De skiftede Larsens sange ud med sange af Holst, hvorfor de også skiftede navn til Holst og Bell Star. Larsen stod også bag musikken til Erik Clausens film De frigjorte fra 1993.
Samtidigt havde Larsen en sag kørende i Brønderslev om piratkopiering. En mand havde kopieret 27.500 kassettebånd og solgt dem. I 1996 vandt Kim Larsen sagen, og den tiltalte fik en bøde på 150.000 kroner eller 40 dages hæfte.

#### 1995-2018: Kjukken
Larsen flyttede i 1994 sammen med Liselotte Kløvborg Larsen til Odense og dannede i 1995 gruppen Kim Larsen & Kjukken.
Gruppen fik en pæn modtagelse af publikum, men først i 2001 startede den de lange, næsten landsdækkende turner, som han var på turné med til kort før sin død i 2018.
Efter årtusindeskiftet var der generelt faldende omsætning af CD'er. Kim Larsen formåede dog at forøge sit salg, dels med Kjukkens 7-9-13, dels med Gasolin' – opsamlingen Black box.
Kim Larsen sagde i 2006 nej tak til et ridderkors, da han generelt syntes, at det at give priser til hinanden er en uskik. I en pressemeddelelse sagde han:
| Citat | Da jeg ikke synes, det sømmer sig for en gammel gadedreng og popsanger at føre sig frem med kors og bånd og stjerner, takker jeg pænt nej til ridderkorset ... Det kunne ellers have været hyggelig at ryge en smøg med dronningen inde i privaten - hvis hun ellers må for personalet. | Citat |
|       | |       |

Tirsdag den 13. april 2010 optrådte han foran Dronning Margrethe ved et gallashow sendt på TV 2 i anledningen af hendes 70-års fødselsdag. Han havde sagt ja til at optræde med ordene "Jeg kan sgu godt li' damen".
Kim Larsen udgav den 3. maj 2010 sit første soloalbum siden 1994, Mine damer og herrer, med sange, der spænder fra højskole- og børnesange over stille blues- og Bob Dylan-inspirerede singer-songwriter-numre til klassisk Kim Larsen-rock.
I 2014 aflyste Larsen nogle koncerter og en tur til Kina, fordi han skulle opereres for diskusprolaps, og da han genoptog livekoncerterne, var det siddende på en stol. På turneen i 2015 havde Kjukken skiftet trommeslager, idet Jesper Rosenquist, der havde været med siden begyndelsen, måtte stoppe musikerkarrieren på grund af sit helbred. Han blev afløst af Jens Langhorn, der tidligere havde spillet i Fielfraz.
Larsen aflyste i 2018 først sin vinterturné grundet den sygdom, der ramte ham i december 2017, og siden måtte han også aflyse sin sommerturne i Norge grundet sit helbred. Ifølge Jørn Jeppesen insisterede han dog på at gennemføre sin sommerturné i Danmark og Sverige.

## Sangskrivning
Sideløbende med sin egen musikalske karriere skrev han også en lang række store hits til andre kunstnere: "Se Venedig og dø" til Lone Kellermann, "Amanda" til Nalle, "Kongens Have" til Bamse, "Joanna" til Søren Bernbom (udgivet på Kim Larsens album Værsgo) samt musikken til "Avenuen", "Spejlet" og "Stille" til Trine Dyrholm. Ligeledes modtog han også sange fra andre kunstnere som "Haveje" fra Jacob Haugaard, ligesom han fortolkede Monrad & Rislunds "Syd for Køge". Han havde også store hits med fortolkninger af danske evergreens som bl.a. "Det er i dag et vejr" og "Den allersidste dans" samt den norske evergreen "Til ungdommen" (på dansk "Kringsat af fjender"). Derudover blev engelske melodier som "Geordie" og "Auld Lang Syne" brugt til Gasolin'-klassikere som henholdsvis "Langebro" og "Stakkels Jim", og Joan Baez-sangene "Fennario" og "The House Carpenter" blev delvist anvendt til henholdsvis "Pianomand" og "Byens Hotel".[kilde mangler]
Når Larsen skulle udgive et album, skrev han masser af sange, inden de 10-12 stykker til det endelige album blev udvalgt. Poul Bruun, som var manden, der signede Kim Larsen tilbage i 1969, fik tilsendt sangene, hvoraf et fåtal var med dansk tekst, og hovedparten på "vrøvle-engelsk", som han udtrykte det.

## Skuespil
Larsens største øjeblik som skuespiller var i filmen Midt om Natten. Han debuterede allerede i 1970 i filmen Ang.: Lone, som Gasolin' lavede musikken til. Senere var han også med i Prins Piwi fra 1974. For rollen som Benny i Midt om Natten fik Larsen en Robert som anerkendelse for hans præstation.
I 1996 stod han på scenen på Odense Teater i hovedrollen som pebersvenden Johannes i en fri fortolkning af H.C. Andersens Rejsekammeraten.
I 1998 var det meningen, at Kim Larsen skulle have været med i TV 2's julekalender Brødrene Mortensens Jul, hvor han både skulle have en stor rolle og komponere musikken; dét aflyste han dog, da han fandt ud af, at legetøjskæden Fætter BR sponserede julekalenderen og viste reklamer før og efter afsnittene. Larsens plads gik i stedet til Flemming Bamse Jørgensen.
Det var også meningen, at Larsen skulle spille med i Charlie Butterfly fra 2002, men han endte med at trække sig, efter filmen løb ind i økonomiske problemer i 2000. Rollen gik i stedet til Baard Owe.

## Politiske syn

### Protest mod rygeloven
Larsen røg altid på scenen, når han optrådte, hvilket gav ham visse problemer, efter at rygeloven trådte i kraft i august 2007. Larsen var fra start en indædt modstander af rygeloven og kritiserede loven, til han døde. Hans protest imod rygeloven startede i august 2008, hvor han for Himmelblåfonden finansierede en landsdækkende plakatkampagne på alle større DSB-stationer med titlen Tillykke med rygeforbuddet - Gesundheit Macht Frei.

### Den Gule Negl
I forlængelse af plakatkampagnen dannede Larsen "frihedsbandet" Den Gule Negl som en protest imod rygeloven med musik-kollegerne Johnny Madsen, Thomas Helmig og Klaus Kjellerup. Den Gule Negl offentliggjorde 6. september 2008 opråbet "Undskyld ... men hvad med friheden?" ved et pressemøde på Hero Bar i København. Protesten omfattede desuden en ryge-happening på Kulturministeriets trappe, 38 år efter at en gruppe andre kunstnere lavede en cannabis-happening samme sted.
Samtidig indspillede og udsendte Den Gule Negl protestsangen "Hold dig på måtten", skrevet af Kim Larsen, med deltagelse af Rie Rasmussen fra Danser med Drenge på kor.

## Privatliv

### Parforhold og familie
Kim Larsen nåede at få seks børn gennem tre ægteskaber. Det første ægteskab var med Mariann Herløv Larsen (søster til Arne Herløv Petersen), og de fik sønnen Pelle i 1968; ægteskabet varede dog kun kort.
Larsen blev den 17. november 1973 gift for anden gang med Hanne Qvist Larsen (8. december 1944 – 24. december 2011). Larsen gav hende bl.a. tilnavnet "Kranen". De fik tre børn: Sylvester, Alice og Molly. Ægteparret gik fra hinanden i sommeren 1994, og i december 1995 blev ægtepagten delt – Hanne Qvist Larsen fik en kontantformue på 4.430.410 kroner, ligesom hun fik parrets lejlighed på Rørholmsgade 18 i København K og deres sommerhus i Melby. Til gengæld fik Kim Larsen føjet ind, at han alene havde ret til pensionsformuen samt anparterne i sine forskellige firmaer – og dermed rettighederne til musikken. Hanne Qvist Larsen døde den 24. december 2011 efter længere tids kræftsygdom. Den 29. december 2011 blev hun bisat fra Kapernaumskirken i Københavns Nordvestkvarter. Larsen deltog dog ikke i begravelsen.
I 1994 flyttede han sammen med Liselotte Kløvborg Larsen til Odense og dannede i 1995 Kim Larsen & Kjukken. Den 12. december 2001 blev han gift med Liselotte i Valgmenighedskirken i Kerteminde, hvor Larsen også var blevet døbt. Sammen har de børnene Hjalmer og Lui. To sønner, der er født henholdsvis 16. august 1995 og 27. oktober 1998.

### Indkomst
Kim Larsen havde sit eget firma, Kim Larsen ApS. I 2012 var firmaets egenkapital oppe på 45,5 millioner kroner mod 42,7 millioner i 2011. I 2011 bevilgede han sig selv en månedsløn på 528.934 kroner, men det blev i 2012 forhøjet til 614.027 kroner. Mere end 41 af hans millioner var investeret i værdipapirer, hvilket kastede knap 1,2 millioner kroner af sig i renteindtægter. Hans bidrag til statskassen i form af skat blev
1.145.501 kroner i 2012 mod 2.431.488 kroner i 2011. I april 2015 var firmaets formue på 58.550.716 kroner.
I 2010 havde selskabet et overskud på 9,8 mio. kr., mere end en fordobling fra året før, hvor det tjente 4,3 mio. kr. Den samlede formue rundede i alt 50 mio. kr., hvoraf størstedelen stammede fra afkast af værdipapirer, der beløber sig til en værdi af 34,2 mio. kr, mod 26,7 mio. kr i 2008/09.

## Sygdom og død
I 1984 blev Kim Larsen indlagt på Skagen Sygehus som følge af betændelse i bugspytkirtlen. Kim Larsen blev i 2010 opereret for en diskusprolaps, hvilket betød, at han måtte udskyde sin turné, der skulle begynde i oktober til januar 2011. I 2014 måtte Kim Larsen igen aflyse koncerter pga. rygproblemer, denne gang tre solokoncerter i Kina i marts 2014. I 2015 begyndte Kim Larsen at bruge stok, når han kom ind på scenen, ligesom han var siddende på en stol under koncerterne.
Den 19. december 2017 blev Kim Larsen indlagt på hospitalet, og det blev meddelt den 3. januar 2018, at han havde fået prostatakræft, og at han som følge deraf måtte aflyse sin udsolgte vinterturne i 2018. I juli 2018 måtte Kim Larsen aflyse en turné i Norge pga. udmattelse. Kim Larsen & Kjukken spillede deres sidste koncert den 25. august 2018 i Holbæk.
Den 30. september 2018 blev det meddelt, at Kim Larsen var død efter længere tids sygdom. Efter det kom frem, at Kim Larsen var død, kommenterede flere kendte, herunder daværende statsminister Lars Løkke Rasmussen. Samtidig reagerede store dele af den danske befolkning på nyheden på de sociale medier. De lagde blomster, kort og øl foran hans bolig og stamværtshus i Odense, og et billede blev malet af ham ved indgangen til Christiania.. I løbet af den følgende uge var der arrangeret hyldestkoncerter i Aalborg, Århus, Odense og København, men alle blev lavet om til hyldestmarcher pga. sikkerheden. 30.000 deltog i København, 10.000 i Odense og 5.000 i Århus. DR arrangerede en hyldestkoncert live fra Rådhuspladsen den 7. oktober. Blandt de medvirkende var Magtens Korridorer, The Minds of 99, Love Shop, Michael Falch, Caroline Henderson, Carl Emil Petersen, Oh Land, Kwamie Liv og Dorthe Gerlach.
Ugen efter Kim Larsens død gik 14 af hans albummer (16 medregnet Gasolin'-album) ind på hitlisten over de 40 mest solgte album i Danmark, en rekord for flest placeringer på hitlisten på samme tid.

## Anmeldelser og omtale
I 1977 indledte statsminister Anker Jørgensen sin nytårstale med at citere Kim Larsens "det er en kold tid, som vi lever i" fra sangen af samme titel, som også er kendt som "Østre Gasværk".
Kim Larsens tekster er ofte blevet kaldt banale. Musiker og forfatter Henrik Marstal har beskrevet hans sange som "utrolig klare, medrivende og en lille smule banale", mens præst og forfatter Søren E. Jensen har sagt, at teksterne "ikke er indhold, men udtryk". Journalist Jens Juul Nielsen har karakteriseret Kim Larsens tekster som "en sjælden blanding af poesi og pop" og som "meget enkle, men har ofte meget mellem linjerne".
Ved optagelsen i Kulturkanon med albummet Værsgo fik han sin officielle anerkendelse. Albummet beskrives som et værk, "der holdt fanen højt ved at hylde netop (de) folkelige egenskaber" og emmede af solidaritet med "Larsens eget miljø på Christianshavn". Også Gasolins livealbum Live sådan er inkluderet i Kulturkanon. I forbindelse med sin 70-års fødselsdag blev han omtalt i mange medier, generelt i positive vendinger. DR2 afholdt Temalørdag om Kim Larsen den 24. oktober 2015 med Alex Nyborg Madsen og Jakob Lund som værter:
| Citat                | Han er fælles gods for os alle sammen. Vi har alle sammen et forhold til de sange, han har skabt eller været med til at skabe, og han har rettet vores opmærksomhed mod vores kulturelle arv, når han har fortolket gamle sange, salmer og sange fra højskolesangbogen | Citat |
| — Alex Nyborg Madsen | |       |

## Diskografi
Studiealbum
- 1973: Værsgo
- 1977: Kim Larsen & Yankee Drengene
- 1979: 231045-0637
- 1981: Jungle Dreams
- 1982: Sitting on a Time Bomb (Kim Larsen & Jungle Dreams)
- 1983: Midt om natten
- 1986: Forklædt som voksen (Kim Larsen & Bellami)
- 1988: Yummi yummi (Kim Larsen & Bellami)
- 1989: Kielgasten (Kim Larsen & Bellami)
- 1992: Wisdom Is Sexy (Kim Larsen & Bellami)
- 1994: Hvem kan sige nej til en engel
- 1996: Kim Larsen & Kjukken (Kim Larsen & Kjukken)
- 1998: Luft under vingerne (Kim Larsen & Kjukken)
- 2001: Weekend Music (Kim Larsen & Kjukken)
- 2001: Sange fra glemmebogen (Kim Larsen & Kjukken)
- 2003: 7-9-13 (Kim Larsen & Kjukken)
- 2004: Glemmebogen - Jul & nytår (Kim Larsen & Kjukken)
- 2006: Gammel hankat (Kim Larsen & Kjukken)
- 2008: Glemmebogen for børn (Kim Larsen & Kjukken)
- 2010: Mine damer og herrer
- 2012: Du glade verden (Kim Larsen & Kjukken)
- 2017: Øst for Vesterled (Kim Larsen & Kjukken)
- 2019: Sange fra første sal